# NGC 3048/2
NGC 3048/2 је спирална галаксија у сазвежђу Лав која се налази на NGC листи објеката дубоког неба.
Деклинација објекта је + 16° 27' 33" а ректасцензија 9h 54m 58,0s. Привидна величина (магнитуда) објекта NGC 3048 износи 15,2 а фотографска магнитуда 16,0. NGC 30482 је још познат и под ознакама CGCG 92-71, , PGC 1509261.